# دالي ماركهام
دالي ماركهام (بالإنجليزية: Dale Markham)‏ هو لاعب كرة قدم أمريكية أمريكي، ولد في 24 يوليو 1957.

## وصلات خارجية
- دالي ماركهام على موقع مرجع كرة القدم المحترفة.كوم (الإنجليزية)